# 棕红银耳
棕红银耳（学名：Tremella rufobrunnea）是属于银耳目银耳科银耳属的一种真菌，生长在阔叶林中的阔叶树朽木上。该种分布于中国、塔希提岛。